# Wiąz meksykański
Wiąz meksykański (Ulmus mexicana (Liebm.) Planch.) – gatunek rośliny z rodziny wiązowatych (Ulmaceae Mirb.). Występuje naturalnie na obszarze od środkowej części Meksyku aż po Panamę. 

## Morfologia
PokrójZrzucające liście drzewo dorastające do 20 (–40) m wysokości. Korona jest rozłożysta, szeroka. Pień osiąga 1 m średnicy. Kora jest łuskowata i ma szarą barwę. Gałęzie są wzniesione.
LiścieSkrętoległe w dwóch rzędach, szorstkie. Mają lancetowaty, wąsko jajowaty lub podłużnie jajowaty kształt, zazwyczaj asymetryczny u nasady. Mierzą 4–13 cm długości oraz 2–5 szerokości. Liść na brzegu jest ostro ząbkowany.
KwiatyRozwijają się w kątach liści. Mają żółtą barwę.
OwoceZawierają jedno nasiono.
DrewnoJest gęste, trwałe i wytrzymałe. Ma jasno- lub ciemnobrązową barwę.

## Biologia i ekologia
Dobrze rośnie na wilgotnym podłożu. Jest rośliną wiatropylną. 

## Zastosowanie
Kora ma zastosowanie w medycynie ludowej jako środek przeciwkaszlowy.